# Escout
Escout (okzitanisch: Escot) ist eine französische Gemeinde mit 426 Einwohnern (Stand: 1. Januar 2022) im Département Pyrénées-Atlantiques in der Region Nouvelle-Aquitaine (vor 2016 Aquitanien). Sie gehört zum Arrondissement Oloron-Sainte-Marie und zum Kanton Oloron-Sainte-Marie-2 (bis 2015: Kanton Oloron-Sainte-Marie-Est). Die Einwohner werden Escoutois genannt.

## Geographie
Escout liegt etwa 14 Kilometer südwestlich von Pau im Béarn am Flüsschen Escou. Der Gave d’Ossau begrenzt die Gemeinde im Südwesten. Umgeben wird Escout von den Nachbargemeinden Estialescq im Norden und Nordwesten, Lasseube im Nordosten, Escou im Osten, Herrère im Süden und Südosten, Oloron-Sainte-Marie im Westen und Südwesten sowie Précilhon im Westen.
Die Bahnstrecke Pau–Canfranc führt durch die Gemeinde.

## Bevölkerungsentwicklung
| Jahr                      | 1962 | 1968 | 1975 | 1982 | 1990 | 1999 | 2006 | 2012 |
| Einwohner                 | 267  | 300  | 314  | 374  | 409  | 394  | 392  | 432  |
| Quelle: Cassini und INSEE |      |      |      |      |      |      |      |      |

## Sehenswürdigkeiten
- Dolmen
- Tumulus
- Kirche Saint-Vincent-Diacre aus dem 17. Jahrhundert

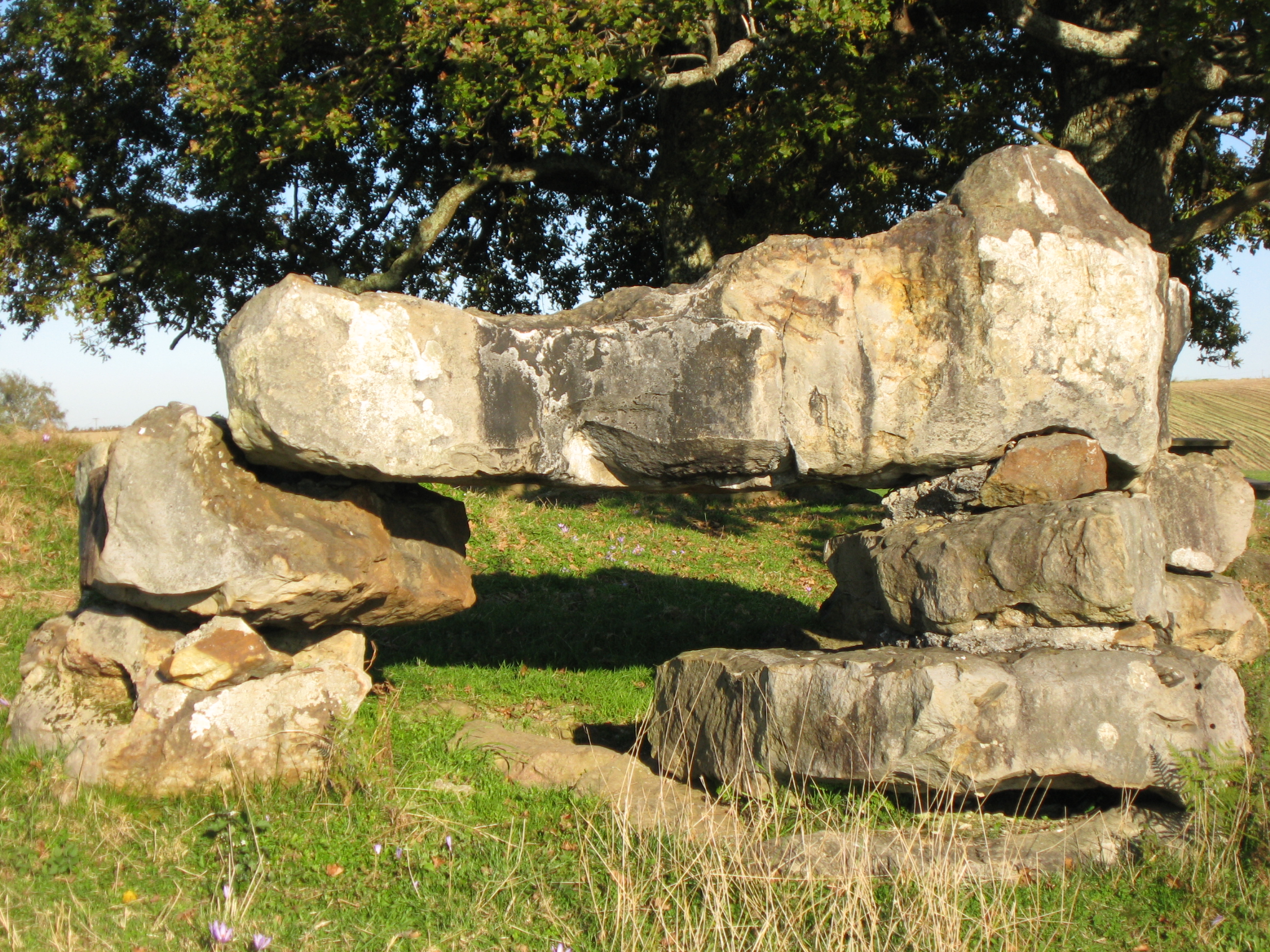
Dolmen

## Gemeindepartnerschaft
Mit der spanischen Gemeinde Biscarrués in der Provinz Huesca (Aragon) besteht eine Partnerschaft.